# Eva Vrabcová-Nývltová
Eva Vrabcová-Nývltová (* 6. Februar 1986 in Trutnov) ist eine tschechische ehemalige Skilangläuferin und heutige Langstreckenläuferin, die bislang dreimal an den Olympischen Winterspielen und zweimal an den Olympischen Sommerspielen teilnahm.

## Skisportkarriere
Vrabcová-Nývltová wurde bei den Juniorenweltmeisterschaften 2004 im norwegischen Stryn Vizeweltmeisterin mit der tschechischen Staffel. Zudem wurde sie 25. im Freistilrennen über fünf Kilometer und Elfte im Sprint. Sie lief ihr erstes Weltcuprennen im Januar 2005 in Nové Město, das sie mit dem 54. Rang über 10 km Freistil beendete. Bei den Juniorenweltmeisterschaften 2005 im finnischen Rovaniemi wurde sie Fünfte im Sprint, Zehnte in der Verfolgung über 2 × 5 Kilometer 20. im Freistilrennen über fünf Kilometer. Bei den nordischen Skiweltmeisterschaften 2005 in Oberstdorf erreichte sie den 56. Rang über 10 km Freistil und den 51. Platz im 15-km-Verfolgungsrennen. Bei den Juniorenweltmeisterschaften 2006 in Kranj gewann sie Silber über 5 km klassisch und Bronze im 10-km-Verfolgungsrennen. Zudem erreichte sie im Sprint den achten Platz. Bei den Olympischen Winterspielen 2006 in Turin belegte sie den 50. Platz im Sprint und den 45. Platz über 10 km klassisch. Bei der Winter-Universiade 2007 im italienischen Pragelato wurde sie Zehnte im Verfolgungsrennen über zehn Kilometer und Zwölfte im Freistilrennen über 15 Kilometer. Ihre beste Platzierung bei den nordischen Skiweltmeisterschaften 2007 in Sapporo war der 37. Platz im 15-km-Verfolgungsrennen und über 10 km Freistil. Außerdem wurde sie 56. im Sprint. In der Saison 2008/09 erreichte sie beim Slavic Cup den vierten Platz in der Gesamtwertung. Bei den nordischen Skiweltmeisterschaften 2009 in Liberec belegte sie den 56. Rang über 10 km klassisch und den 46. Platz im Sprint. Ihre ersten Weltcuppunkte holte sie bei der Tour de Ski 2009/10, den sie mit dem 22. Platz beendete. Ihre besten Resultate bei den Olympischen Winterspielen 2010 in Vancouver waren der 33. Platz im Sprint und der 12. Rang in der Staffel. Im Massenstartrennen über 30 Kilometer wurde sie 39., während sie im Verfolgungsrennen über 15 Kilometer 50. wurde.
Die Tour de Ski 2010/11 schloss Vrabcová-Nývltová mit dem 19. Platz ab. Bei der Winter-Universiade 2011 im türkischen Erzurum belegte sie im Sprint den fünften Platz. Ihre besten Ergebnisse bei den nordischen Skiweltmeisterschaften 2011 in Oslo waren der 29. Platz im 30-km-Massenstartrennen und der 12. Rang im Teamsprint. Im Verfolgungsrennen über 15 Kilometer wurde sie 34. und im Sprint belegte sie den 55. Platz. Die Tour de Ski 2011/12 und 2012/13 beendete sie auf den 18. und 26. Platz. Der 26. Platz im 30-km-Massenstartrennen und der 12. Rang in der Staffel waren ihre besten Platzierungen bei den nordischen Skiweltmeisterschaften 2013 in Val di Fiemme. Zudem wurde sie 14. im Teamsprint, 35. im Sprint und 41. über zehn Kilometer in der freien Technik. Die Saison 2013/14 war ihre bisher beste Saison ihrer Karriere. Bei der Tour de Ski 2013/14 holte sie den achten Platz in der Gesamtwertung. Ihr bestes Ergebnis bei den Olympischen Winterspielen 2014 in Sotschi war der fünfte Platz im 30-km-Massenstartrennen. Im Skiathlon wurde sie Elfte, über zehn Kilometer im klassischen Stil 19. und mit der tschechischen Langlaufstaffel Achte. Im März 2014 schaffte sie in Oslo mit dem siebten Platz im 30-km-Massenstartrennen, ihr bisher bestes Weltcupergebnis. Die Saison beendete sie auf den 14. Rang in der Weltcupgesamtwertung und den 12. Platz in der Distanzwertung. In der Saison 2014/15 belegte sie den 30. Platz bei der Nordic Opening in Lillehammer und den sechsten Rang bei der Tour de Ski 2015. Bei den nordischen Skiweltmeisterschaften 2015 in Falun errang sie den 23. Platz über 10 km Freistil, den zehnten Rang im Skiathlon und den neunten Platz im 30-km-Massenstartrennen. Nach 2015 konzentrierte sie sich ganz auf die Leichtathletik.

## Leichtathletikkarriere
Seit 2011 startet sie beim Laufsport-Veranstaltungen. 2014 wurde sie Tschechische Meisterin über 5000 m. Im Jahr darauf siegte sie bei der Berliner City-Nacht. Einem zweiten Platz beim Jever-Fun-Lauf und einem fünften beim Ústí-Halbmarathon folgten Siege bei Běchovice–Praha und bei der RunTour Praha.
2016 wurde sie Zehnte beim Prag-Halbmarathon und Sechste beim Prag-Marathon. Beim Halbmarathon der Leichtathletik-Europameisterschaften in Amsterdam wurde sie Achte, und beim Marathon der Olympischen Spiele in Rio de Janeiro kam sie auf den 26. Platz. Bei den Leichtathletik-Europameisterschaften 2018 gewann sie im Marathon die Bronzemedaille. Bei den Olympischen Spielen in Tokio erreichte sie nicht das Ziel des Marathonlaufes.

## Teilnahmen an Weltmeisterschaften und Olympischen Spielen

### Olympische Winterspiele
- 2006 Turin: 45. Platz 10 km klassisch, 50. Platz Sprint Freistil
- 2010 Vancouver: 12. Platz Staffel, 33. Platz Sprint klassisch, 39. Platz 30 km klassisch Massenstart, 50. Platz 15 km Verfolgung, 54. Platz 10 km Freistil
- 2014 Sotschi: 5. Platz 30 km Freistil Massenstart, 10. Platz Staffel, 11. Platz Skiathlon, 21. Platz 10 km klassisch

### Nordische Skiweltmeisterschaften
- 2005 Oberstdorf: 51. Platz 15 km Verfolgung, 56. Platz 10 km Freistil
- 2007 Sapporo: 37. Platz 10 km Freistil, 37. Platz 15 km Verfolgung, 45. Platz Sprint klassisch
- 2009 Liberec: 46. Platz Sprint Freistil, 56. Platz 10 km klassisch
- 2011 Oslo: 12. Platz Teamsprint klassisch, 29. Platz 30 km Freistil Massenstart, 34. Platz 15 km Verfolgung, 55. Platz Sprint Freistil
- 2013 Val di Fiemme: 12. Platz Staffel, 14. Platz Teamsprint Freistil, 26. Platz 30 km klassisch Massenstart, 35. Platz Sprint klassisch, 41. Platz 10 km Freistil
- 2015 Falun: 9. Platz 30 km klassisch Massenstart, 10. Platz 15 km Skiathlon, 23. Platz 10 km Freistil

### Olympische Sommerspiele
- 2016 Rio de Janeiro: 26. Platz im Marathon in 2:33:51 h
- 2020 Tokio: Marathonlauf aufgegeben

## Platzierungen im Weltcup

### Weltcup-Statistik
Die Tabelle zeigt die erreichten Platzierungen im Einzelnen.
- 1.–3. Platz: Anzahl der Podiumsplatzierungen
- Top 10: Anzahl der Platzierungen unter den ersten zehn
- Punkteränge: Anzahl der Platzierungen innerhalb der Punkteränge
- Starts: Anzahl gelaufener Rennen in der jeweiligen Disziplin
- Hinweis: Bei den Distanzrennen erfolgt die Einordnung gemäß FIS.

| Platzierung         | Distanzrennen a | Distanzrennen a | Distanzrennen a | Distanzrennen a | Distanzrennen a | Skiathlon Verfolgung | Sprint | Etappen- rennen b | Gesamt | Team   | Team    |
| Platzierung         | ≤ 5 km          | ≤ 10 km         | ≤ 15 km         | ≤ 30 km         | > 30 km         | Skiathlon Verfolgung | Sprint | Etappen- rennen b | Gesamt | Sprint | Staffel |
| ------------------- | --------------- | --------------- | --------------- | --------------- | --------------- | -------------------- | ------ | ----------------- | ------ | ------ | ------- |
| 1. Platz            |                 |                 |                 |                 |                 |                      |        |                   |        |        |         |
| 2. Platz            |                 |                 |                 |                 |                 |                      |        |                   |        |        |         |
| 3. Platz            |                 |                 |                 |                 |                 |                      |        |                   |        |        |         |
| Top 10              |                 | 3               | 1               | 1               |                 | 4                    | 2      | 3                 | 14     |        | 1       |
| Punkteränge         | 7               | 9               | 1               | 3               |                 | 21                   | 9      | 9                 | 59     | 5      | 5       |
| Starts              | 18              | 29              | 3               | 4               |                 | 31                   | 43     | 13                | 141    | 5      | 5       |
| Stand: Karriereende |                 |                 |                 |                 |                 |                      |        |                   |        |        |         |

### Weltcup-Gesamtplatzierungen
| Saison  | Gesamt | Gesamt | Distanz | Distanz | Sprint | Sprint |
| Saison  | Punkte | Platz  | Punkte  | Platz   | Punkte | Platz  |
| ------- | ------ | ------ | ------- | ------- | ------ | ------ |
| 2009/10 | 76     | 67.    | 39      | 53.     | 1      | 91.    |
| 2010/11 | 155    | 40.    | 53      | 39.     | 54     | 37.    |
| 2011/12 | 130    | 50.    | 41      | 49.     | 37     | 46.    |
| 2012/13 | 40     | 73.    | 20      | 62.     | -      | -      |
| 2013/14 | 477    | 14.    | 267     | 12.     | 18     | 61.    |
| 2014/15 | 336    | 19.    | 174     | 18.     | -      | -      |

## Persönliche Bestzeiten
- 5000 m: 16:14,92 min, 27. Juni 2015, Pilsen
- 10-km-Straßenlauf: 33:02 min, 3. Oktober 2015, Prag
- Halbmarathon: 1:11:06 h, 2. April 2016, Prag
- Marathon: 2:26:31 h, 12. August 2018, Berlin